# Tukaram
Tukaram (hindi: तुकाराम) (1608-1650), Santo Tukaramou ou Shri Tukaram, e carinhosamente apelidado "Tuka" (तुका), foi um santo-poeta hindu do século XVII, da região do Maharashtra (onde fica Bombaim ou Mumbai) e um dos expoentes do movimento de bhakti.

## Doutrina

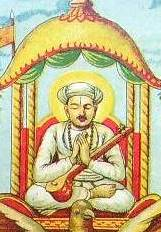
Tukaram

Apesar de praticamente iletrado, Tukaram desenvolveu uma forma especial de verso chamada “abhanga” e o usava com mestria, conseguindo derrotar seus adversários eruditos em todas as formas de versos em sânscrito, com as suas explanações sobre a espiritualidade fundamentadas em situações coloquiais e vulgares, desdenhando as explanações místicas e a sofisticação teológica da época.
Assim como Kabir, Caitanya, Mirabai  e outros reformistas religiosos da época, Tukaram  considerava a ortodoxia religiosa e o estudo das escrituras apenas uma formalidade, sendo que a verdadeira expressão da religião era o amor a Deus (bhakti) manifesto no dia a dia das pessoas. 
Os seus ensinamentos versavam sobre afazeres domésticos, economia de subsistência, destacando sempre a importância da conservação da natureza e do meio ambiente, conceitos de vida revolucionários até os nossos dias. Se os ensinamentos de Tukaram fossem mais conhecidos no Ocidente, sem dúvida ele seria considerado o patrono do movimento  ecológico atual. 
Recomendava que o serviço à humanidade era o serviço a Deus, que as tradições religiosas eram apenas um estorvo para se alcançar amor a Deus e que o ascetismo, como vestir-se com farrapos da cor de  açafrão, morar em cavernas e jejuar, não eram privilégios de santos, uma vez que macacos, ratos e abutres se esmeravam nessas atividades.
Diz a tradição que quando se apercebeu do final da vida, comunicou isso a sua esposa, avisando que uma nave (vithoba) viria de Vaikhunta (Paraíso) para levá-lo até Vixnu. A esposa não deu muita atenção, e no final da tarde as pessoas se alvoroçaram diante de sua casa para dizer-lhe que uma nave brilhante havia descido do espaço e levado Tukaram para o céu.